# Hasdrubal Barka
Hasdrubal Barka (punsko 𐤏𐤆𐤓‬‬𐤁‬𐤏𐤋‬, latinizirano: ʿAzrubaʿal
), sin Hamilkarja Barke  in brat Hanibala in Magoja Barke ter svak Hasdrubala Lepega, je bil kartažanski general v drugi punski vojni, * 245 pr. n. št., Kartagina, † 22. junij 207 pr. n. št.,  reka Metauro, Rimska Italija.

## Mladost in strateg Iberije
O Hasdrubalovem zgodnjem življenju je malo znanega. S starejšim bratom Hanibalov je bil udeležen v bitki proti iberskim plemenom, v kateri je umrl njegov oče Hamilkar. Hamilkar je morda utonil v reki Jucar, s čimer se nekateri avtorji ne strinjajo. Malo je znanega tudi o Hasdrubalovih dejavnostih med njegovim poveljevanjem punskim silam v Iberiji, Hanibalovim pohodom v Italijo in njegovim obleganjem Sagunta.  
Ko se je Hanibal leta 218 pr. n. št. odpravil na pohod v Italijo, je v Iberiji pustil 13.000 pešakov, 2.550 konjenikov in 21 vojnih slonov. Punsko ladevje v Iberiji  je imelo 50 pentarem in 5 trirem, vendar je bilo na začetku druge punske vojne na razpolago samo 32 pentarem.  Ladjevje je pod Hasdrubalovim poveljstvom odplulo proti Italiji leta 217 pr. n. št. Hanibal je na poti v Italijo pod Hanno v Kataloniji leta 218 pr. n. št. pustil še 10.000 pešakov in 1.000 konjenikov.
Hasdrubal se je kot strateg Hispanije še šest let po Hanibalovem odhodu  Italijo vojskoval z bratoma Gnejem in Publijem Kornelijem Scipionom. Rimsko odpravo proti Kartažanom leta 218 pr. n. št. je vodil Gnej Scipion. Rimljani so presenetili in premagali Kartažane in se utrdili v Tarracu, ladjevje pa v Emporiji. Hasdrubal je z majhno vojsko komaj 8.500 mož napadel številčnejše Rimljane in ladijskim posadkam zadal  hude izgube. Njihova bojna moč se je zmanjšala na 35 ladij. Izgube je dopolnilo zavezniško grško ladjevje, ki je priplulo iz  Masilije.
Spomladi leta 217 pr. n. št. je Hasdrubal poveljeval vojski na pohodu proti Rimljanom. Sam je poveljeval kopenski vojski, njegov namestnik pa mornarici. Vojska in ladjevje sta se druga ob drugi  premikali proti severu in se utaborili ob ustju reke Ebro. Nepazljivost kartažanskega ladjevja je Gneju Scipionu omogočila, da je presenetil Kartažane in v bitki pri  Ebru uničil njihov pomorski kontingent. Hasdrubal je bil prisiljen vrniti se v Kartagino, ker se je bal pomorskih napadov na kartažanska ozemlja. Izgubljene ladje bi lahko nadomestil samo z ladjami iz Kartanine ali z gradnjo novih, vendar ni naredil ničesar. 
Kartažanske iberske ladijske posadke se v bitki niso izkazale, njihova odpustitev pa je sprožila upor v plemenu Turdetanov. Hasdrubal se je celo leto 217 pr. n. št. ukvarjal z zatiranjem upora v okolici Gadesa in nato dobil iz Kartagine ukaz, naj odide v Italijo in se pridruži Hanibalu. Hasdrubal je z odhodom odlašal, ker je menil, da je kartažanska oblast nad iberskimi plemeni  prešibka, rimska vojska pa premočna.
V Italiji je Hanibal avgusta 216 pr. n. št. porazil Rimljane v bitki pri Kanah, zaradi česar je večina južne Italije prebegla na njegovo stran. Na severu so Galci v bitki v Litanskem gozdu  uničili 25.000 rimskih in italskih vojakov. Hanibal je leta 215 pr. n. št. poslal svojega mlajšega brata Maga v Kartagino po okrepitve. Mago je zbral vojsko 12.000 pešakov, 1.500 konjenikov in 20 bojnih slonov in se nameraval izkrcati v Locriju v Italij. Od tam je nameraval z juga napasti Rimljane in jih ukleščiti. 
Hasdrubal, okrepljen s 4.000 pešaki in 500 konjeniki, je leta 215 pr. n. št. dobil ukaz kartažanskega senata, da še isto leto odide v Italijo. Vojsko v Kartagini je prepustil Hamilku Pomorščaku in odkorakal proti Ebru, oblegal rimsko mesto in izsilil bitko pri Dertozi. V tej bitki je izkoristil nadmoč svoje konjenice in napadel, še preden je nasprotna pehota zasedla svoje položaje.  Rimljani so se kljub temu prebili skozi sredino njegovih vrst in porazili vsako krilo posebej. Oboji so imeli velike izgube.
Scipionova zmaga je pomenila, da Hasdrubal ne bo mogel okrepiti Hanibalove vojske v severni Italiji. Hanibal ni mogel pričakovati niti okrepitev po morju, ker so Maga in njegovo vojsko namesto v Italijo poslali v Iberijo.
Klasicist Howard Scullard meni, da je rimska zmaga pri Dentozi preprečila njihov izgon iz Iberije, nenazadnje tudi zato, ker bi iberska plemena prestopila na kartažansko stran. Hasdrubal bi lahko nemudoma okrepil Hanibala v Italiji, kjer je "Rim komaj zdržal vojno na dveh frontah". Klaus Zimmermann se z njim strinja in pravi: "Scipionova zmaga je bila morda odločilna bitka druge punske vojne", ker je Kartažane prisilila na tekmovanje z Rimljani za ozemlje med rekama Ebro in Jucar.

## Operacije v letih 218-211 pr. n. št.
Poraz pri Dentozi je Kartažane prisilil, da so v Iberijo poslali dve vojski pod poveljstvom Maga Barke in Hasdrubala Giska, s čimer se je končalo nesporno poveljstvo družine Barka v Iberiji. Kartažani so se proti bratoma Scipion vojskovali  v na splošno najhujšem konfliktu  med letoma 215 in 212 pr. n. št., v katerem jim je uspelo preprečiti izgubo ozemlja. 
Po pisanju Tita Livija so Rimljani v letih 215–214 pr. n. št. vodili proti Kartažanom več bitk južno od Ebra in sicer v Iliturgi, Mundi in Orongi. Livijeva kronologija je po Polibijevem mnenju zmedena in neskladna. Polibij izrecno trdi, da brata Scipion pred leton 212 pr. n. št. južno od Ebra nista operirala. Večina zodovinarjev meni, da se nekaj omenjenih dogodkov sploh ni zgodilo.
Na rimsko pobudo je Kartažane v Afriki leta 213/212 pr. n. št. napadel Sifaks, kralj enega od numidijskih plemen. Kartažanska oblast v Iberiji je bila takrat dovolj trdna, da so lahko v Afriko poklicali Hasdrubala in njegovo ibersko vojsko. Hasdrubal je v bitki, v kateri je bilo ubitih 30.000 Numidijcev, odpravil Sifaksovo grožnjo. Ostanek Sifaksove vojske se je razbežal, on sam pa je pobegnil v Mavretanijo.  V vojni je bila neprecenljiva pomoč numidijskega princa Masinisa. Ko se je Hasdrubal vrnil v Iberijo, se mu je pridružilo 3.000 numidijskih konjenikov.
Rimljani so leta 212 pr. n. št. osvojili Saguntum in naslednje leto okrepili svojo vojsko z 20.000 keltiberskimi najemniki. Ker so se jim bližale tri kartažanske vojske, so svojo vojsko razdeleili na tri dele. Hasdrubal je z občasno podporo Maga Barka in Hasdrubala Giska v bitki pri Gornjem Betisu konec leta 212 pr. n. št. popolnoma uničil večino rimske vojske v Iberiji in ubil oba Scipiona. Kartažani so z zmagami dobili oblast nad ozemljem do Ebra. Pomanjkanje sodelovanja med kartažanskimi generali je kljub temu privedlo do tega, da se je 8.000 preživelih rimskih vojakov varno umaknilo na ozemlje severno od Ebra. Tej vojski je nekako uspelo, da je Kartažani niso  pregnali. Rimljani so leta 211 pr. n. št. to vojsko okrepili z 10.000 vojaki pod poveljstvom Klavdija Nerona in stabilizirali stanje v severni Iberiji. Leta 210 pr. n. št. so jo okrepili še z 10.000 vojaki Scipiona Afričana.

## Drugi pohod Kartažanov v Italijo
Kartažanske vojske so se leta 209 pr. n. št. razpršile v notranjost Iberije, verjetno zato, da bi vzpostavile oblast nad iberskimi plemeni. Njihovo odsotnost je leta 209 pr. n. št. izkoristil Scipion Afričan starejši in sadedel Novo Katagino in dosegel več drugih prednosti. V bitki pri Baeculi je porazil Hasdrubala, ki se je uspel z  nedotaknjenima dvema tretjinama svoje vojske umakniti. 
Leta 208 pr. n. št. je bil Hasdrubal poklican, da se pridruži svojemu bratu v Italiji. Med prečkanjem Pirenejev leta 208 pr. n. št. se je uspel izogniti Scipionovi vojski in varno prišel v Galijo. Scipionov neuspeh, da ustavi Hasdrubalov pohod v Italijo, je bil deležen kritik rimskega senata. Scipion svoje zmage pri Baeculi namreč ni izkoristil za izgon Kartažanov iz Iberije, temveč se je odločil umakniti v svojo bazo v Tarracu. Povezal se je z mnogimi iberskimi plemeni, ki so po rimskih uspehih v Carthago Novi in Baeculi prestopila na njegovo stran.
Hasdrubal je v Galiji čakal do pomladi 207 pr. n. št., da bi se skozi Alpe prebil  v severno Italijo. On je veliko hitreje napredoval kot njegov brat, deloma zaradi gradenj, ki jih je opravila Hanibalova vojska, ko je desetletje pred njim prodirala po isti poti, deloma pa zaradi odstranitve galske grožnje, ki je že na začetku pohoda prizadela Hanibala. Galci so se zdaj bali Kartažanov in jih spoštovali. Hasdrubal ni imel le nemotenega prehoda skozi Alpe, temveč so njegovo vojsko okrepili tudi številni navdušeni Galci. Hasdrubal je uspel s seboj pripeljati tudi vojne slone, vzgojene in usposobljene v Iberiji.
Odločni ukrepi so bili storjeni šele potem, ko je Hasdrubal poslal k Hanibalu svoje glasnike. Hasdrubal se je želel srečati s svojim bratom v južni Umbriji, vendar se to ni zgodilo. Hasdrubalove glasnike so namreč ujeli, nanj pa sta čakali dve rimski vojski in ga v bitki pri Metavru odločilno porazili. V popolnoma neorganiziranem umiku se je boril do smrti in bil obglavljen. Njegovo glavo so v vreči vrgli v Hanibalov tabor kot znak popolnega poraza. Dejanje Rimljanov je bilo v popolnem nasprotju s Hanibalovim ravnanjem s telesi padlih rimskih konzulov.

### Posledice
Bitko pri Metavru je Edward Shepherd Creasyj (1851) v knjigi Sto odločilnih bitk od antike do danes uvrstil na petnajsto mesto. Svojo odločitev je utemeljil s tem, da je bitka učinkovito odstranila kartažansko grožnjo rimskemu vzponu na svetovno oblast. Hanibal je bil prisiljen zapustiti Italijo. Za pomembno jo šteje tudi  Paul K. Davis,  ker je "preprečila poskus okrepitve Hanibalove vojske in končala njegov poskus osvojitve Italije in hkrati omogočila Rimu, da je vzpostavil svojo prevlado v Iberiji."
Glej tudi:
- Druga punska vojna